# Grønvoll
Grønvoll is een plaats in de Noorse gemeente Nittedal, fylke Akershus. Grønvoll telt 1529 inwoners (2007) en heeft een oppervlakte van 0,59 km².